# Titus lugens
Titus lugens O. P.-Cambridge, 1901 è un ragno appartenente alla famiglia Gnaphosidae.
È l'unica specie nota del genere Titus.

## Caratteristiche
Lo status di questa specie, conosciuta solo da un singolo esemplare femminile, è incerto. La forma dell'addome disegnata da O.P.-Cambridge nel 1901 è anomala per uno gnafoside e vi è anche il dubbio che il campione fosse stato parassitato da un nematode. Per quanto concerne invece le strie addominali bianche e nere e la forma del carapace siamo in linea con i caratteri di uno gnafoside simile a Poecilotheria, un genere rinvenuto nel Sudafrica. Una colorazione analoga si riscontra anche in una specie del genere Setaphis reperita nello Zimbabwe.

## Distribuzione
L'unica specie oggi nota di questo genere è stata rinvenuta nello Zimbabwe.

## Tassonomia
Dal 1901 non sono stati esaminati altri esemplari, né sono state descritte sottospecie al 2016.